# 미국 육군참모총장
미국 육군참모총장(영어: Chief of Staff of the United States Army)은 미국 육군에서 가장 계급이 높은 장교이며, 합동참모본부의 일원이다. 1903년 이전에는 미 육군에서 가장 높은 사람은 미국 육군 총사령관이었다.
미국 육군 참모 총장은 미국의 육군부 장관에게 육군 관련 안건을 직접적으로 보고하며 육군 정책과 계획, 활동에 대한 제안, 개정과 같은 문제를 장관과 협조한다. 미 육군 참모 총장은 미국의 국방부 장관, 행정과, 미국 연방의회에 육군 예산과 계획안을 제출한다. 미국 육군 참모총장은 감찰관에게 검열이나 수사를 실시하도록 필요한 지시를 내릴 수 있다. 또한, 참모 총장은 육군의 군사력, 필요물, 정책, 계획에 대한 육군 막료와의 회의를 주재한다. 참모 총장은 육군 장관의 직권하에, 통합전투사령부 사령관에게 병력이나 군 자원을 지정할 수 있다.. 그리고, 육군 참모총장은 미국 법령 표제 10 3033조에 의거한 의무와 책임을 다른 장교가 그의 이름으로 대신 행사할 수 있다. 다른 합참회의 구성원들과 같이 미국 육군 참모총장은 행정관직이며 미 육군 병력에 대한 작전 지휘권한은 가지고 있지 않다.(합참 구성원은 합참의장, 합참차장, 육, 해, 공, 우주군 참모총장, 해병대 사령관이다.)
미국 육군 참모총장은 대통령이 임명하나 미국 상원회의의 찬성 투표를 거쳐야 한다. 법규에 따라, 육군 참모총장은 대장 계급으로 임명된다.

## 역대 육군참모총장
|        | 이름                          | 사진 | 취임일           | 이임일           |
| ------ | ----------------------------- | ---- | ---------------- | ---------------- |
| 1.     | 중장 사무엘 B. M. 영          |      | 1903년 8월 15일  | 1904년 1월 8일   |
| 2.     | 중장 애드나 채피              |      | 1904년 8월 19일  | 1906년 1월 14일  |
| 3.     | 중장 존 C. 배이츠             |      | 1906년 1월 15일  | 1906년 4월 13일  |
| 4.     | 소장 J. 프랭클린 벨           |      | 1906년 4월 14일  | 1910년 4월 21일  |
| 5.     | 소장 레오나드 우드            |      | 1910년 4월 22일  | 1914년 4월 21일  |
| 6.     | 소장 윌리엄 월러스 워더스푼   |      | 1914년 4월 22일  | 1914년 11월 16일 |
| 7.     | 소장 휴 L. 스캇               |      | 1914년 11월 17일 | 1917년 9월 22일  |
| 8.     | 대장 태스커 H. 블리스         |      | 1917년 9월 23일  | 1918년 5월 19일  |
| 9.     | 대장 페이톤 C. 마치           |      | 1918년 5월 20일  | 1921년 6월 30일  |
| 10.    | 원수 존 J. 퍼싱               |      | 1921년 7월 1일   | 1924년 9월 13일  |
| 11.    | 소장 존 L. 하인즈             |      | 1924년 9월 14일  | 1926년 11월 20일 |
| 12.    | 대장 찰스 P. 서머랠           |      | 1926년 11월 21일 | 1929년 11월 20일 |
| 13.    | 대장 더글라스 맥아더          |      | 1929년 11월 21일 | 1935년 10월 1일  |
| 14.    | 대장 말린 크레이그            |      | 1935년 10월 2일  | 1939년 8월 31일  |
| 15.    | 원수 조지 마샬                |      | 1939년 9월 1일   | 1945년 11월 18일 |
| 16.    | 원수 드와이트 D. 아이젠하워   |      | 1945년 11월 19일 | 1948년 2월 6일   |
| 17.    | 대장 오마 브래들리            |      | 1948년 2월 7일   | 1949년 8월 15일  |
| 18.    | 대장 J. 로턴 콜린스           |      | 1949년 8월 16일  | 1953년 8월 14일  |
| 19.    | 대장 매슈 B. 리지웨이         |      | 1953년 8월 15일  | 1955년 6월 29일  |
| 20.    | 대장 맥스웰 D. 테일러         |      | 1955년 6월 30일  | 1959년 6월 30일  |
| 21.    | 대장 라이먼 L. 렘니처         |      | 1959년 7월 1일   | 1960년 9월 30일  |
| 22.    | 대장 조지 H. 덱커             |      | 1960년 10월 1일  | 1962년 9월 30일  |
| 23.    | 대장 얼 G. 휠러               |      | 1962년 10월 1일  | 1964년 7월 2일   |
| 24.    | 대장 해롤드 K. 존슨           |      | 1964년 7월 3일   | 1968년 7월 2일   |
| 25.    | 대장 윌리엄 C. 웨스트모어랜드 |      | 1968년 7월 3일   | 1972년 6월 30일) |
| (대행) | 대장 브루스 파머, Jr.         |      | 1972년 7월 1일   | 1972년 10월 11일 |
| 26.    | 대장 크레이톤 W. 에이브람스   |      | 1972년 10월 12일 | 1974년 9월 4일   |
| 27.    | 대장 프레드릭 C. 웨이안드     |      | 1974년 10월 3일  | 1976년 9월 30일  |
| 28.    | 대장 버나드 W. 로저스         |      | 1976년 10월 1일  | 1979년 6월 21일  |
| 29.    | 대장 에드워드 C. 메이어       |      | 1979년 6월 22일  | 1983년 6월 21일  |
| 30.    | 대장 존 A. 위컴, Jr.          |      | 1983년 7월 23일  | 1987년 6월 23일  |
| 31.    | 대장 칼 E. 부오노             |      | 1987년 6월 23일  | 1991년 6월 21일  |
| 32.    | 대장 고든 R. 설리반           |      | 1991년 6월 21일  | 1995년 6월 20일  |
| 33.    | 대장 데니스 J. 라이머         |      | 1995년 6월 20일  | 1999년 6월 21일  |
| 34.    | 대장 에릭 K. 신세키           |      | 1999년 6월 21일  | 2003년 6월 11일  |
| 35.    | 대장 피터 J. 슈메이커         |      | 2003년 8월 1일   | 2007년 4월 10일  |
| 36.    | 대장 조지 W. 케이시, Jr.      |      | 2007년 4월 10일  | 2011년 4월 11일  |
| 37.    | 대장 마틴 E 뎀프시            |      | 2011년 4월 11일  | 2011년 9월 7일   |
| 38.    | 대장 래이몬드 T 오디에르노    |      | 2011년 9월7일    | 2015년 8월 14일  |
| 39.    | 대장 마크 A 밀레이            |      | 2015년 8 월 14일 | 2019년 8월 9일   |
| 40.    | 대장 제임스 C 맥콘빌          |      | 2019년 8월 9일   | 재직중           |